# Enneapterygius kermadecensis
Enneapterygius kermadecensis är en fiskart som beskrevs av Fricke, 1994. Enneapterygius kermadecensis ingår i släktet Enneapterygius och familjen Tripterygiidae. Inga underarter finns listade i Catalogue of Life.